# Біоми напіввічнозелених сезонних тропічних лісів
Біоми напіввічнозелених сезонних тропічних лісів — тип біому з деревами, що скидають листя на сухий період (близько 4-5 місяців). Поширені в основному в Південній і Південно-Східній Азії (Індостан, Індокитай, півострів Малакка), на північному сході о. Ява. Зустрічаються в  Австралії,  Центральній Америці та  Африці.
Відмітна особливість цих субекваторіальних і тропічних лісів — різко виражена зміна сухого і вологого сезонів при загальній значній кількості річних опадів (1500–2000 мм), що перевищує величину випаровуваності.
Там, де тривалість сухого і вологого періодів приблизно однакова, сезонність проявляється так само, як у  листопадних лісах  помірної зони, причому «зима» тут відповідає  сухому сезону. Наприклад, у сезонному лісі  Панами великі дерева, що підносяться над пологом, втрачають листя під час сухого сезону, а  пальми та інші дерева з нижніх ярусів зберігають листя (звідси термін «напіввічнозелений»). За своїм видовим багатством сезонні тропічні ліси займають друге місце після дощових лісів.

## Ґрунти
Ґрунти червоні фералітні.

## Рослинність
Видовий склад рослинності менш різноманітний, ніж в дощових тропічних лісах; нерідко деревостани утворені одним видом. Деревостой більш низький і розріджений; листи дрібніше. Листопад зазвичай відбувається перед муссонними дощами. Оскільки ці ліси більш розріджені порівняно з дощовими, в них формується зімкнутий трав'яний покрив, в якому переважають однорічними, а в більш сухих лісах — дика цукрова тростина.

## Тваринне населення
Зазвичай в цих лісах добре виражений підстилковий горизонт, який дає притулок різним споживачам опалої  фітомаси. Найважливішою групою  сапрофагів є терміти. Висота термітників нерідко досягає 2-3 м, а у виняткових випадках — 9 м і діаметр до 30 м. Втім, найчастіше «фон» утворюють порівняно невеликі башточки, що виступають з-під землі не більше ніж на 1 м. На площі 1 га тут налічують від 1-2 до 2000 термітників.
Зростає частка тварин, приурочених до ґрунтово-підстилкового і до трав'янистого ярусів. Це відноситься до наземних  молюсків,  саранових і  гризунів. Наявність запасу висококалорійних підземних органів відразу ж призводить до появи риючих гризунів. Рясне плодоношення  злаків і інших рослин з дрібним насінням зумовлює збільшення чисельності  зерноїдних птахів. У першу чергу це стосується  ткачикових і  вівсянок. Серед  мурашок в помітній кількості з'являються види, що харчуються насінням трав (мурахи-женці).
Перехід багатьох термітів до проживання в міцних вежах-термітниках аж ніяк не захищає їх від спеціалізованих споживачів. В  Азії це панголіни (ящери), в Америці — мурахоїди, в  Австралії — сумчастий мурахоїд.
Гетеротрофи вищих порядків переважають серед  амфібій і  рептилій, вельми багато представлених у напіввічнозелених сезонних тропічних лісах. Зазвичай ці тварини найбільш активні в дощовий сезон. Багато хто з них  посуху переживають без їжі, зарившись в ґрунт або сховавшись в який-небудь притулок. Є спеціалізовані термітофіли (амфісбени, сліпозмійки, деякі сцинки); є багато деревних форм. Деякі деревні амфібії (квакші, веслоноги та ін.) в сезон дощів живуть серед високих стебел злаків.
У складі тваринного населення в цілому переважають лісові види, що живуть в суміжних ландшафтах ( макаки і гібони, тигр, леопард, ведмеді, олені, різноманітні лісові птахи, комахи, в річках — крокодили,  видри та ін.) Характерні наземні п'явки, існуючі завдяки високій  вологості.
У порівнянні з дощовими тропічними лісами в сезонних тропічних лісах різко збільшується рухливість тварин. Тут спостерігаються регулярні добові переміщення між ярусами, між деревними і трав'янистимиугрупованнями, переходи на водопій тощо Типові також сезонні кочівлі великих травоїдних, птахів,  метеликів і стадних видів саранових.
Мігруючі види птахів, що гніздяться в помірних широтах і зимують в тропіках, зосереджуються тут і в саванах, але уникають вологих тропічних лісів. Це зумовлено тим, що в жорстких умовах середовища, які вимагають особливих пристосувань до переживання несприятливих сезонів, «заповнення» екологічних ніш менш щільне, ніж у гілеї.
В Австралії зона напіввічнозелених лісів зайнята евкаліптовими і акацієвими світлими двоярусним лісами, подібними до листопадних. У сухий сезон добре розвинений злаковий покрив висихає, але евкаліпти зберігають зелене листя.

## Ресурси Інтернету
- Полувечнозеленые сезонные тропические леса
- Біоми Землі — сезонні тропічні ліси  [Архівовано 2 листопада 2013 у Wayback Machine.]